# Skovpadderok
Skovpadderok (Equisetum sylvaticum), ofte skrevet skov-padderok, er en 20-60 cm høj sporeplante, der vokser på fugtig bund i skove og krat. Arten kan kendes på grønne sommerskuds regelmæssigt frogrenede sidegrene.
Hele planten indeholder kiselsyre i form af små, skarpe krystaller, der udskilles på ydersiden af cellerne.

## Beskrivelse
Skovpadderok er en flerårig plante med en opret vækst. Planten danner to slags oprette eller opstigende skud: Forårsskud, som er brunlige til rosa, fordi de mangler klorofyl, og som danner sporer. På disse op til 60 cm høje skud sidder de endestillede, kogleagtige sporehuse. Disse skud grønnes efterhånden.
Sommerskuddene er derimod grønne og har fotosyntese i både skud og blade. Alle skud er furede, leddelte og hule (undtagen ved leddene). Fra hovedskuddets led dannes der kransstillede sideskud, der er bygget ganske som hovedskuddet. Bladene er bittesmå og skælformede, og de sidder i kranse ved leddene enten på hovedskuddet eller på sideskuddene.
Rodnettet består af et dybtliggende og vidt forgrenet netværk af jordstængler og nogle spinkle trævlerødder.
Højde x bredde: 0,60 x 0,30 m.

## Voksested
Arten hører hjemme overalt i Europa, Nordamerika og Asien, hvor den foretrækker fugtige områder i skove og på enge.
I Danmark er den temmelig almindelig undtagen i Nord- og Vestjylland.
| Portal | Portal:Botanik |